# Sablonceaux
Sablonceaux – miejscowość i gmina we Francji, w regionie Nowa Akwitania, w departamencie Charente-Maritime.
Według danych na rok 1990 gminę zamieszkiwało 1027 osób, a gęstość zaludnienia wynosiła 46 osób/km² (wśród 1467 gmin regionu Poitou-Charentes Sablonceaux plasuje się na 297. miejscu pod względem liczby ludności, natomiast pod względem powierzchni na miejscu 319.).